# Стоккел, Йос
Йос Стоккел (нидерл. Jos Stokkel; род. 1 января 1960, Саппемер) — нидерландский шашист, бронзовый призёр чемпионата Европы (1983), бронзовый призёр чемпионата Европы в формате блиц (2023), серебряный призёр чемпионата мира среди юниоров, чемпион Нидерландов (1989). Международный гроссмейстер (GMI).
Национальный гроссмейстер.

## Спортивные достижения

### Чемпионаты мира
- 1984 — 16 место
- 1990 — 10 место
- 2025 — 37 место (10 место в подгруппе A)

### Чемпионат Европы
- 1983 — 3 место
- 2002 — 17-24 место
- 2006 — 30 место
- 2012 — 35 место
- 2014 — 13 место
- 2016 — 11 место
- 2018 — 25 место
- 2022 — 23 место

Победитель турнира Golden Prague (1983).
Стоккел 13 раз участвовал в финальном раунде чемпионата Нидерландов по шашкам. В 1989 году он стал чемпионом Нидерландов, набрав 17 очков в 13 играх. В 1983 году он разделил первое место с 16 очками в 11 играх, но титул достался Робу Клерку.

## Мировой рекорд
6 и 7 ноября 2010 года Стоккел улучшил мировой рекорд по одновременной игре в шашки, сыграв против 251 соперника и набрав 81,7%. На это у него ушло 18 часов. Он выиграл 174 раза, 62 раза сыграл вничью и 15 раз проиграл. Старый рекорд 2006 года принадлежал Антону ван Беркелю.
Йос Стоккел в соавторстве с Питом Левелсом выпустил в 1983 году книгу «Комбинации в классических позициях» («Slagzetten in het klassieke middenspel»).